# Line TV
Line TV è un servizio streaming gratuito attivo in Thailandia e Taiwan, supplemento dell'applicazione di messaggistica Line.

## Storia
Il 14 febbraio 2015 viene chiuso in Thailandia il servizio Line Music e contemporaneamente nasce Line TV, mentre a Taiwan il lancio avviene il 1º aprile dello stesso anno. Il 4 maggio viene presentato il primo prodotto in esclusiva della piattaforma, la serie TV Happy Together.
Nel catalogo arrivano soprattutto serie in contemporanea con canali televisivi, ma anche videoclip musicali e concerti in esclusiva.
Nell'agosto del 2018, per la prima volta la piattaforma streaming permette di vedere le puntate, tramite link diretti, di una delle serie per le quali ha i diritti in latecast, Bangoen rak - Love by Chance, in tutto il mondo, non bloccandole a livello locale, e offrendo, il giorno seguente al caricamento, anche dei sottotitoli in inglese.

## Programmazione originale (lista parziale)
Qui una lista dei programmi andati in onda esclusivamente (o in contemporanea) su Line TV, senza quindi gli show in latecast con i canali televisivi.

### Serie TV
- Happy Together (2015-2016)
- Lost? Me Too (2015)
- Miss in Kiss (2016)
- The Devil Game (2016)
- Something About Love (2016)
- Lost? Me Too: Chloe (2016)
- I Hate You I Love You (2016-2017)
- Together With Me (2017)
- Make It Right: The Series - Rak ok doen (stagione 2, 2017)
- Running Man (2017)
- Dark Blue and Moonlight (2017)
- Please... sieng riek winyarn (2017)
- Kun mae wai sai: The Series (2017)
- What the Duck - Rak laen ding (2018-2019)
- YOUniverse - Chakkrawan thoe (simultanea con Facebook e YouTube, 2018)
- Together With Me - The Next Chapter (2018)
- i STORIES (2018)
- The Best Twins (2019)
- Great Men Academy (2019)
- ReminderS (2019)
- He's Coming To Me (2019)
- The Effect (2019)
- Thank God It's Friday (2019)
- With Love: The Series (2019)
- 2Wish (2019)
- Mother (2020)
- Win 21 Ded Jai Tur (2020)
- Pen Tor Uncensored (2020)
- The Graduates (2020)
- Interpret My Love With Your Heart (2020)
- The Secret (2020)

### Programmi
- Off Gun Fun Night (contemporanea con YouTube, 2017-in corso)
- Drag Race Thailand (2018)

## Dispositivi abilitati
- Personal computer
- Tablet (Android, iOS)
- Smartphone (Android, iOS)

## Affiliazioni
Attualmente, Line TV è in accordo per ospitare in esclusiva web, temporale o permanente, le autoproduzioni di 17 partner:
- BeIN Sports
- Boomerang Thailand
- Channel 3
- Channel 8
- Channel 9 MCOT HD
- GDH 559
- GMM 25
- GMMTV
- GMM Grammy
- GQ
- Jeban.com
- MASS TV
- One31
- PPTV
- TV Thunder
- Vogue
- Workpoint TV